# Thomas Murray (canottiere neozelandese)
Thomas Murray, noto anche come Tom Murray (Blenheim, 5 aprile 1994), è un canottiere neozelandese campione olimpico nell'otto a Tokyo 2020.

## Biografia
Si è classificato al quarto posto ai campionati del mondo di canottaggio di Aiguebelette 2015 con gli otto maschili, qualificando la barca per le Olimpiadi.
Ai Giochi olimpici estivi di Rio de Janeiro 2016, si è classificato al sesto posto in classifica nell'otto con i connazionali Michael Brake, Isaac Grainger, Stephen Jones, Alex Kennedy, Shaun Kirkham, Brook Robertson, Joe Wright e Caleb Shepherd.
Alle nazionali di canottaggio della Nuova Zelanda del 2017 al Lago Ruataniwha, ha remato con James Hunter nella coppia e sono diventati campioni nazionali per il secondo anno consecutivo. 
Con Jamese Hunter ha vinto la medaglia di bronzo ai mondiali di Sarasota 2016 nel due senza.
Ai mondiali di Sarasota 2016 ha vinto l'argento nel due senza, remando con Michael Brake.
Ai mondiali di Ottensheim 2019 è salito sul secondo gradino del podio nel due senza con Michael Brake, dietro all'imbarcazione croata di Martin e Valent Sinković.
Ha rappresentato la Nuova Zelanda ai Giochi olimpici estivi di Tokyo 2020, dove ha vinto la medaglia d'oro nell'otto con i connazionali Hamish Bond, Thomas MacKintosh, Michael Brake, Dan Williamson, Phillip Wilson, Shaun Kirkham, Matt MacDonald e Sam Bosworth.

## Palmarès
- Giochi olimpici estivi

Tokyo 2020: oro nell'otto;
Parigi 2024: argento nel quattro senza;
- Mondiali

Sarasota 2017: bronzo nel 2 senza
Ottensheim 2019: argento nel 2 senza
Belgrado 2023: bronzo nel 4 senza;